# Afghanistan vid världsmästerskapen i simsport 2022
Afghanistan tävlade vid världsmästerskapen i simsport 2022 i Budapest i Ungern mellan den 17 juni och 3 juli 2022. Afghanistan hade en trupp på en idrottare.

## Simning
Herrar
| Idrottare    | Gren               | Heat  | Heat      | Semifinal        | Semifinal        | Final            | Final            |
| Idrottare    | Gren               | Tid   | Placering | Tid              | Placering        | Tid              | Placering        |
| ------------ | ------------------ | ----- | --------- | ---------------- | ---------------- | ---------------- | ---------------- |
| Fahim Anwari | 50 meter bröstsim  | 31,70 | 52        | Gick inte vidare | Gick inte vidare | Gick inte vidare | Gick inte vidare |
| Fahim Anwari | 50 meter fjärilsim | 29,24 | 66        | Gick inte vidare | Gick inte vidare | Gick inte vidare | Gick inte vidare |